# Jerzy Grzędzielski
Jerzy Grzędzielski (ur. 17 maja 1901, zm. 3/4 lipca 1941 we Lwowie) – polski doktor medycyny, docent kliniki okulistycznej Uniwersytetu Jana Kazimierza we Lwowie.
Urodził się w rodzinie sędziego Władysława Leona oraz Marii z Wolffów. W 1925 uzyskał doktorat medycyny na UJK, w 1934 habilitował się na podstawie pracy Badania doświadczalne nad oderwaniem siatkówki. Był autorem 25 prac naukowych, a także doskonałym operatorem, uczniem i następcą na stanowisku kierownika Kliniki Okulistycznej UJK prof. Adama Bednarskiego.
Aresztowany przez Einsatzkommando zur besonderen Verwendung pod dowództwem Brigadeführera dr Karla Eberharda Schöngartha w nocy z 3 na 4 lipca 1941 roku, został tej samej nocy, bez sądu, rozstrzelany w grupie 25 polskich profesorów na Wzgórzach Wuleckich.
Jego jedynym synem jest Stanisław Grzędzielski, profesor doktor habilitowany, pracownik Centrum Badań Kosmicznych Polskiej Akademii Nauk.